# Rinzenberg
Rinzenberg ist eine Ortsgemeinde im Landkreis Birkenfeld in Rheinland-Pfalz. Sie gehört der Verbandsgemeinde Birkenfeld an.

## Geographie
Rinzenberg liegt am Rand des Schwarzwälder Hochwalds. 76,5 Prozent der Gemarkungsfläche sind bewaldet. Im Nordosten befindet sich Oberhambach, im Osten Gollenberg und südlich liegen Ellenberg und Buhlenberg. Rinzenberg ist eine Nationalparkgemeinde im Nationalpark Hunsrück-Hochwald.

## Geschichte
Der Ort wurde im Jahr 1269 als Ritzeberg erstmals urkundlich erwähnt. Er gehörte bis zum Ende des 18. Jahrhunderts zur Hinteren Grafschaft Sponheim.
Einwohnerentwicklung
Die Entwicklung der Einwohnerzahl von Rinzenberg, die Werte von 1871 bis 1987 beruhen auf Volkszählungen:
| Jahr | Einwohner |
| 1815 | 188       |
| 1835 | 256       |
| 1871 | 190       |
| 1905 | 200       |
| 1939 | 196       |
| 1950 | 192       |

| Jahr | Einwohner |
| 1961 | 230       |
| 1970 | 217       |
| 1987 | 272       |
| 1997 | 295       |
| 2005 | 308       |
| 2023 | 318       |

## Politik

### Bürgermeister
Sven Becker wurde 2004 Ortsbürgermeister von Rinzenberg. Bei der Direktwahl im Mai 2019 wurde er für weitere fünf Jahre in seinem Amt bestätigt.
Becker wurde im Juni 2024 wiedergewählt.

### Wappen
| Wappen von Rinzenberg | Blasonierung: „In schräglinks geteiltem Schild vorne rot-silbern geschacht, hinten in Grün ein goldener Ziehbrunnen mit silbernem Eimer.“ |
| Wappen von Rinzenberg | Es wurde 1964 vom rheinland-pfälzischen Innenministerium genehmigt.                                                                       |

## Wirtschaft und Infrastruktur
Im Osten verläuft die Bundesstraße 269, die im Süden zur Bundesautobahn 62 führt. In Neubrücke ist ein Bahnhof der Bahnstrecke Bingen–Saarbrücken.